# Bamenda
Bamenda è una città del Camerun occidentale, capoluogo del dipartimento di Mezam.
Sorge nella parte occidentale del massiccio dell'Adamaoua, ad una quota di circa 1.600 metri s.l.m..
A sud est della città vi è l'aeroporto militare di Bamenda.